# FC Sursee
Der FC Sursee ist ein Schweizer Fussballverein aus der Stadt Sursee. Der Verein wurde am 1. Juli 1920 gegründet und spielt zurzeit in der 2. Liga interregional, der fünfthöchsten Schweizer Liga.

## Geschichte
Am 1. Juli 1920 wurde der FC Sursee von einigen jungen Männern gegründet. Am Anfang spielte die Mannschaft auf einem Feld in der Moosgasse, welches später mit einer Holztribüne ergänzt wurde.
In den 1970er und 1980er Jahren erlebte der FC Sursee seine Glanzzeiten. Er spielte in der 1. und 2. Liga und konnte im Schweizer Cup hochklassige Teams wie Luzern oder St. Gallen empfangen.
Im Jahr 1988 erfolgte der Umzug vom alten Stadion Neufeld ins neue Stadion Schlottermilch. Zeitgleich stieg der FC Sursee auch in die 2. Liga ab. Eine Saison später gelang unter dem Trainer Fidé Fässler der sofortige Wiederaufstieg.
1991 übernahm Alfred „Charly“ Herberth das Traineramt. Mit ihm erreichte der FC Sursee die sportlich erfolgreichste Zeit.
In der Saison 1992/93 qualifizierte sich der FC Sursee für die Aufstiegsspiele in die damalige Nationalliga B. Red Star Zürich konnte in der ersten Spielrunde besiegt werden. In der entscheidenden zweiten Runde musste der FC Sursee gegen den FC Renens, mit dem damaligen Trainer Gabet Chapuisat, antreten. Auswärts konnte Sursee mit 2:1 siegen. Im Rückspiel zu Hause vor der Rekordkulisse von 2800 Zuschauern und unter strömendem Regen konnte von keiner der beiden Mannschaften ein Tor erzielt werden, was dem FC Sursee zum erstmaligen Aufstieg in die zweithöchste Liga der Schweiz reichte.
Ein Jahr später stieg der FC Sursee bereits wieder in die 1. Liga ab. Im März 1995 erreichte Sursee einen neuen Stadionrekord von 3'200 Zuschauern als die Grasshoppers unter dem Trainer Christian Gross Sursee im Cup mit 2:0 besiegten.
Unter den Trainern Franz Bucher (1995–1997) und André Fimian (1997–2000) hielt sich der FC Sursee jeweils in der 1. Liga. 2001 musste er in die neu geschaffene 2. Liga inter absteigen. Dort positionierte sich Sursee im Mittelfeld der Tabelle, bis in der Saison 2008/09 der ehemalige Aargauer Profi Sven Christ das Traineramt übernahm. Unter Sven Christ kämpfte die Mannschaft um den Aufstieg in die 1. Liga, scheiterte aber zwei Runden vor Schluss und wurde Zweiter in der damaligen Gruppe 3 der 2. Liga Interregional. Nach einer durchschnittlichen Saison 2009/10, die im Mittelfeld beendet wurde, spielte der FC Sursee in der Saison 2010/11 wieder um den Aufstieg. Unter dem 19-fachen Schweizer Nationalspieler Stefan Marini konnte das Team in der Hinrunde den ersten Tabellenrang verteidigen und lieferte sich mit dem FC Muri in der Rückrunde ein Kopf-an-Kopf Rennen um den Ausstieg. Aufgrund des Spielkalenders war das Spiel zwischen dem FC Sursee und dem FC Muri das letzte in der Saison. Der FC Muri schaffte den Aufstieg, da ihnen das 1:1 Schlussresultat reichte, um einen Punkt Vorsprung zu verteidigen.
In der Saison 2012/13 stieg der FC Sursee unter Trainer Stefan Marini in die 1. Liga classic auf. Nach dem Aufstieg übernahm Heiri Eggerschwiler den Trainerposten. In der ersten Hauptrunde des Schweizer Cups 2013/14 brachte der FC Sursee den FC Sion aus der Super League an den Rand einer Niederlage und verlor erst in der Verlängerung.
In der Saison 2015/16 ist der FC Sursee sportlich aus der 1. Liga abgestiegen. Da aber der FC Biel-Bienne Konkurs anmelden musste, verblieb Sursee als bester Zweitletzter aller drei Gruppen in der 1. Liga. Die zweite Mannschaft schaffte 2016 den Aufstieg in die 3. Liga.
In der Saison 2016/17 stand der FC Sursee nach der Vorrunde abgeschlagen auf dem letzten Tabellenplatz der 1. Liga classic, Gruppe 2. Bemerkenswert: Aus 13 Spielen resultierten 10 Niederlagen, die allesamt mit einem Tor Unterschied endeten. Am 24. November 2016 kommunizierte der FC Sursee, dass Trainer Marc Fiechter den Verein per sofort zurücktrat. Als neuer Trainer wurde der ehemalige Sursee-Spieler André Grüter (zuletzt Trainer beim FC Buttisholz und Sportchef beim FC Schötz) verpflichtet. Mit dem neuen Trainer schaffte der FC Sursee den Ligaerhalt.
In der Saison 2017/18 nahmen 31 Teams an den Wettbewerben des Schweizerischen Fussballverbandes teil. Die erste Mannschaft des FC Sursee beendete die Saison auf Rang 13 und stieg damit in die tiefere 2. Liga interregional ab. Nach wenigen Runden wechselte Trainer André Grüter während der laufenden Meisterschaft zum FC Schötz. Als Nachfolger wurde der bisherige Spieler Pascal Bader eingesetzt. In der Saison 2019/20 qualifizierte sich der FC Sursee für die 1/16-Finals des Schweizer Cups, in denen man gegen den Erstligisten FC Bulle ausschied (1:2-Niederlage). Auf die Saison 2020/21 wurde die sportliche Leitung neu aufgestellt. Als Trainer wirkte nun Daniel Feuchter. Nachdem Feuchter in seinem ersten Jahr als Cheftrainer den Abstieg knapp abwenden konnte, trat er 2021/22 mit einem sehr jungen Team, das hauptsächlich aus eigenen Junioren oder Spielern aus der Region besteht, an und etablierte den FC Sursee im Mittelfeld der Tabelle. In seiner dritten Saison entging Feuchter mit seinem Team dem Abstieg haarscharf. Im letzten Spiel der Saison konnte dank eines Sieges im Direktduell gegen Ibach der Ligaerhalt bewerkstelligt werden, Ibach stieg in die 2. Liga ab.
Unter dem neuen Trainer Sascha Imholz klassierte sich der FC Sursee in der Saison 2023/24 auf Rang 5.

## Stadion

Stadion Schlottermilch, Sursee

Das Stadion Schlottermilch wurde im Jahr 1987 erstellt. Der Hauptplatz verfügt über 500 Sitz- und 3'000 Stehplätze und hat eine Spielfläche von 105 × 68 m. Gespielt wird auf Naturrasen. Das Rasenfeld und die Leichtathletikanlage wurden von der Stadt Sursee im Jahr 2022 komplett saniert und mit einem Beachvolleyballfeld und einem Basketballfeld ergänzt. Seit 2017 steht dem FC Sursee neben Trainingsfeldern in der Allmend im Bereich Martinsgrund auch ein Kunstrasen zur Verfügung.

## Spieler
- Haris Seferović (1999–2004) Jugend, Schweizer Nationalspieler.
- Thomas Tschuppert (2000–2004), 5× Schweizer Nationalspieler, zuletzt FC Aarau.
- Nicolas Haas (2003–2007) Jugend, Schweizer Nationalspieler U21, aktueller Verein: Empoli, vorher Frosinone, US Palermo, Atalanta Bergamo, FC Luzern, Sursee.

## Trainer (seit 1988)
- Sascha Imholz (seit 1. Juli 2023)
- Daniel Feuchter (1. Juli 2020 – 30. Juni 2023)
- Pascal Bader (14. Oktober 2018 – 30. Juni 2020)
- Franz Elster (interimistisch, Sept/Okt. 2018)
- André Grüter (1. Dezember 2016 – 22. September 2018)
- Marc Fiechter (1. Juli 2016 – 23. November 2016)
- Heiri Eggerschwiler (1. Juli 2013 – 30. Juni 2016)
- Stefan Marini (1. Januar 2010 – 30. Juni 2013)
- Peter Gasser (1. Juli – 31. Dez. 2009)
- Sven Christ (1. Juli 2008 – 30. Juni 2009)
- Maik Barthel (1. Oktober 2007 – 30. Juni 2008)
- Andreas Bürgisser (1. Juli 2004 – 30. September 2007)
- René Müller (1. Juli 2002 – 30. Juni 2004)
- Bruno Galliker (1. Januar 2001 – 30. Juni 2002)
- Urs Birrer (1. Juli 2000 – 31. Dezember 2000)
- André Fimian (1. Juli 1997 – 30. Juni 2000)
- Franz Bucher (1. Juli 1995 – 30. Juni 1997)
- Alfred "Charly" Herberth (1. Juli 1991 – 30. Juni 1995)
- Hansruedi "Fide" Fässler (1. Juli 1988 – 30. Juni 1991).

## Präsidenten (seit 1920)
- Christian Bertschi (seit Sept. 2020)
- Daniel Willimann (2016–2020)
- Sandra Möstl-Frommenwiler (2013–2016)
- Daniel Muff (2010–2013)
- Patrick Ineichen (2007–2010)
- Christian Bertschi (2004–2007)
- Thomas Tschuppert (2000–2004)
- Roland Huber (1992–2000)
- Lukas Wey (1988–1992)
- Hans Zust (1979–1988)
- Rolf Wüest (1978–1979)
- Erwin Kappeler (1971–1978)
- Toni Kirchhofer (1967–1971)
- Josef Wyss (1962–1967)
- Alois Locher (1961–1962)
- Fritz Bossardt (1959–1961)
- Bernhard Vogel (1955–1959)
- Franz Winiger (1951–1955)
- Adolf Kurmann (1949–1951)
- Fritz Frauchiger (1945–1949)
- Josef Gassmann (1929–1945)
- Walter Schmid (1920–1929)